# Guillaume de Hesse-Philippsthal-Barchfeld (1831-1890)
Guillaume de Hesse-Philippsthal-Barchfeld (en allemand Wilhelm von Hessen-Philippsthal-Barchfeld), né le 3 octobre 1831 à Burgsteinfurt, décédé le 17 janvier 1890 à Rotenburg.
Il fut prince de Hesse-Philippsthal-Barchfeld.

## Famille
Fils de Charles de Hesse-Philippsthal-Barchfeld et de Sophie de Bentheim (de), fille de Louis Guillaume Geldricus Ernest de Bentheim et Steinfurt.
En 1857, Guillaume de Hesse-Philippsthal-Barchfeld épousa Marie von Hanau (de), princesse von Arderck (1839-1917), (fille de Frédéric-Guillaume Ier de Hesse)
Cinq enfants sont nés de cette union :
- Frédéric (1858-1902), prince von Ardeck (1858-1902), en 1890 il épousa Anne Hollingsworth-Price (1868-1945)
- Charles (1861-1938), prince von Ardeck, en 1891 il épousa Anne Strehlow (1832-1938)
- Élisabeth (1864-1919); princesse von Ardeck, en 1886, elle épousa le comte Ferdinand zu Isemburg (1841-1920)
- Alice (1867-1868), princesse von Ardeck
- Louise (1868-1959), en 1889 elle épousa le prince Rodolphe zu Lippe (1856-1931).

Divorcé de sa première épouse, Guillaume de Hesse-Philippsthal-Barchfeld épousa en 1873, Juliana von Bentheim (1842-1878), (fille du prince Louis von Bentheim et Steinfurt (de)).
Quatre enfants sont nés de cette union :
- Berthe de Hesse-Philippsthal-Barchfeld (1874-1919), en 1901 elle épousa Léopold IV, prince de Lippe
- Clovis de Hesse-Philippsthal-Barchfeld, prince puis landgrave de Hesse-Philippsthal-Barchfeld
- Édouard de Hesse-Philippsthal-Barchfeld (1878-1879)
- Julien de Hesse-Philippsthal-Barchfeld (1878-1878)

Veuf, Charles de Hesse-Philippsthal-Barchfeld épousa en 1879, Adélaïde von Bentheim (1840-1880), sœur de sa précédente épouse. Adélaïde est morte cinq mois après leur mariage.
De nouveau veuf, Charles Ier de Hesse-Philippsthal-Barchfeld épousa en 1884 Augusta de Schleswig-Holstein-Sonderburg-Glücksburg (1844-1932), (fille du duc Frédéric de Schleswig-Holstein-Sonderbourg-Glücksbourg).
De cette union est né un fils :
- Christian de Hesse-Philippsthal-Barchfeld (en) (1887-1971), en 1915 il épousa Élisabeth Rogers, baronne von Barchfeld (1893-1957), (fille de Richard Reid Rogers (en)), (4 enfants), veuf il épousa Anne Everett (1906-1972)

Charles de Hesse-Philippsthal-Barchfeld appartint à la lignée de Hesse-Philippsthal-Barchfeld, cette sixième branche est issue de la cinquième branche de la Maison de Hesse. Les six branches de la Maison de Hesse sont toutes issues de la première branche de la Maison de Brabant.
Charles de Hesse-Philippsthal-Barchfeld est l'ancêtre du landgrave Guillaume de Hesse-Philippsthal (1933-).